# Hlezenní kloub

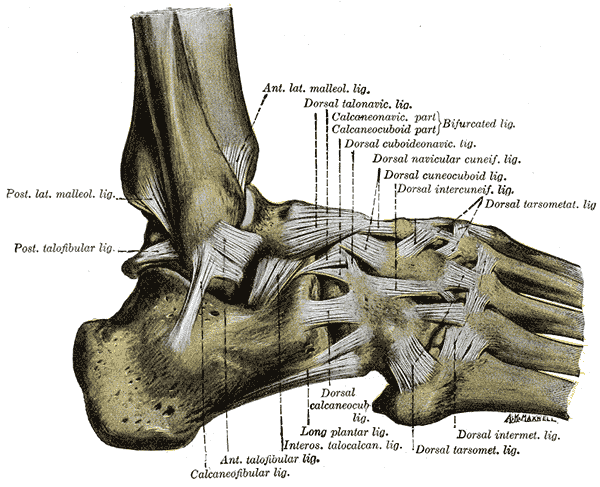
Hlezenní kloub - pohled na vnější stranu

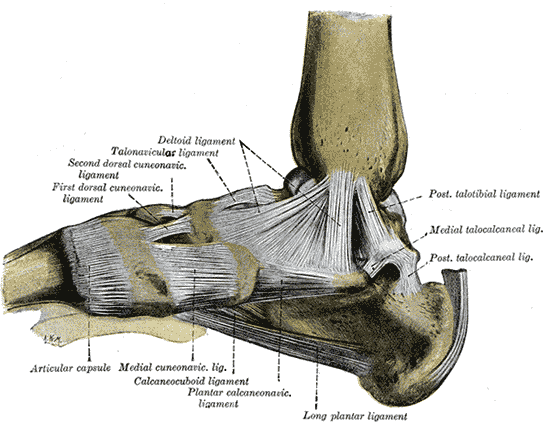
Hlezenní kloub - pohled na vnitřní stranu

Hlezenní kloub (Articulatio talocruralis), lidově kotník, je kloub složený z kosti lýtkové (fibula), kosti holenní (tibie) a kosti hlezenní (talus).
Pohyby kloubu jsou pouze flexe a extenze, jelikož tvarově kloub vypadá jako kladka, což neumožňuje pohyby do stran.